# Lista över olympiska medaljörer i tyngdlyftning
Detta är en lista över olympiska medaljörer i tyngdlyftning.

## Nuvarande grenar

### Damer

#### Flugvikt
- 48 kg (2000–2016)[1]
- 49 kg (2020–)

| Spel                            | Guld                           | Silver                           | Brons                          |
| 2000 Sydney Detaljer...         | Tara Nott USA                  | Raema Lisa Rumbewas Indonesien   | Sri Indriyani Indonesien       |
| 2004 Aten Detaljer...           | Nurcan Taylan Turkiet          | Li Zhuo Kina                     | Aree Wiratthaworn Thailand     |
| 2008 Peking Detaljer...         | Chen Wei-ling Kinesiska Taipei | Im Jyoung-hwa Sydkorea           | Pensiri Laosirikul Thailand    |
| 2012 London Detaljer...         | Wang Mingjuan Kina             | Hiromi Miyake Japan              | Ryang Chun-hwa Nordkorea       |
| 2016 Rio de Janeiro Detaljer... | Sopita Tanasan Thailand        | Sri Wahyuni Agustiani Indonesien | Hiromi Miyake Japan            |
| 2020 Tokyo Detaljer...          | Hou Zhihui Kina                | Saikhom Mirabai Chanu Indien     | Windy Cantika Aisah Indonesien |

#### Fjädervikt
- 53 kg (2000–2016)[3]
- 55 kg (2020)

| Spel                            | Guld                                      | Silver                         | Brons                           |
| 2000 Sydney Detaljer...         | Yang Xia Kina                             | Li Feng-ying Kinesiska Taipei  | Winarni Binti Slamet Indonesien |
| 2004 Aten Detaljer...           | Udomporn Polsak Thailand                  | Raema Lisa Rumbewas Indonesien | Mabel Mosquera Colombia         |
| 2008 Peking Detaljer...         | Prapawadee Jaroenrattanatarakoon Thailand | Yoon Jin-hee Sydkorea          | Raema Lisa Rumbewas Indonesien  |
| 2012 London Detaljer...         | Hsu Shu-ching Kinesiska Taipei            | Citra Febrianti Indonesien     | Julija Paratova Ukraina         |
| 2016 Rio de Janeiro Detaljer... | Hsu Shu-ching Kinesiska Taipei            | Hidilyn Diaz Filippinerna      | Yoon Jin-hee Sydkorea           |
| 2020 Tokyo Detaljer...          | Hidilyn Diaz Filippinerna                 | Liao Qiuyun Kina               | Zülfia Tjinsjanlo Kazakstan     |

#### Lättvikt
- 58 kg (2000–2016)[4]
- 59 kg (2020–)

| Spel                            | Guld                            | Silver                      | Brons                           |
| 2000 Sydney Detaljer...         | Soraya Jiménez Mexiko           | Ri Song-hui Nordkorea       | Khassaraporn Suta Thailand      |
| 2004 Aten Detaljer...           | Chen Yanqing Kina               | Ri Song-hui Nordkorea       | Wandee Kameaim Thailand         |
| 2008 Peking Detaljer...         | Chen Yanqing Kina               | O Jong-ae Nordkorea         | Wandee Kameaim Thailand         |
| 2012 London Detaljer...         | Li Xueying Kina                 | Pimsiri Sirikaew Thailand   | Rattikan Gulnoi Thailand        |
| 2016 Rio de Janeiro Detaljer... | Sukanya Srisurat Thailand       | Pimsiri Sirikaew Thailand   | Kuo Hsing-chun Kinesiska Taipei |
| 2020 Tokyo Detaljer...          | Kuo Hsing-chun Kinesiska Taipei | Polina Gurjeva Turkmenistan | Mikiko Ando Japan               |

#### Mellanvikt
- 63 kg (2000–2016)[5]
- 64 kg (2020)

| Spel                            | Guld                    | Silver                       | Brons                          |
| 2000 Sydney Detaljer...         | Chen Xiaomin Kina       | Valentina Popova Ryssland    | Ioanna Khatziioannou Grekland  |
| 2004 Aten Detaljer...           | Natalia Skakun Ukraina  | Hanna Batsjusjka Belarus     | Tatstsiana Stukalava Belarus   |
| 2008 Peking Detaljer...         | Pak Hyon-suk Nordkorea  | Lu Ying-chi Kinesiska Taipei | Christine Girard Kanada        |
| 2012 London Detaljer...         | Christine Girard Kanada | Milka Maneva Bulgarien       | Luz Acosta Mexiko              |
| 2016 Rio de Janeiro Detaljer... | Deng Wei Kina           | Choe Hyo-sim Nordkorea       | Karina Goritjeva Kazakstan     |
| 2020 Tokyo Detaljer...          | Maude Charron Kanada    | Giorgia Bordignon Italien    | Chen Wen-huei Kinesiska Taipei |

#### Lätt tungvikt
- 69 kg (2000–2016)[6]
- 76 kg (2020)
- 71 kg (2024–)

| Spel                            | Guld                     | Silver                       | Brons                          |
| 2000 Sydney Detaljer...         | Lin Weining Kina         | Erzsébet Márkus Ungern       | Karnam Malleswari Indien       |
| 2004 Aten Detaljer...           | Liu Chunhong Kina        | Eszter Krutzler Ungern       | Zarema Kasajeva Ryssland       |
| 2008 Peking Detaljer...         | Oksana Slivenko Ryssland | Leydi Solís Colombia         | Abeer Abdelrahman Egypten      |
| 2012 London Detaljer...         | Rim Jong-sim Nordkorea   | Roxana Cocoș Rumänien        | Anna Nurmukhambetova Kazakstan |
| 2016 Rio de Janeiro Detaljer... | Xiang Yanmei Kina        | Zjazira Zjapparqul Kazakstan | Sara Ahmed Egypten             |
| 2020 Tokyo Detaljer...          | Neisi Dajomes Ecuador    | Katherine Nye USA            | Aremi Fuentes Mexiko           |

#### Tungvikt
- 75 kg (2000–2016)[7]
- 87 kg (2020)
- 81 kg (2024–)

| Spel                            | Guld                          | Silver                       | Brons                                    |
| 2000 Sydney Detaljer...         | María Isabel Urrutia Colombia | Ruth Ogbeifo Nigeria         | Kuo Yi-hang Kinesiska Taipei             |
| 2004 Aten Detaljer...           | Pawina Thongsuk Thailand      | Natalja Zabolotnaja Ryssland | Valentina Popova Ryssland                |
| 2008 Peking Detaljer...         | Alla Vazjenina Kazakstan      | Lydia Valentín Spanien       | Damaris Aguirre Mexiko                   |
| 2012 London Detaljer...         | Lydia Valentín Spanien        | Abeer Abdelrahman Egypten    | Madias Nzesso Kamerun                    |
| 2016 Rio de Janeiro Detaljer... | Rim Jong-sim Nordkorea        | Darja Naumava Belarus        | Lidia Valentín Spanien                   |
| 2020 Tokyo Detaljer...          | Wang Zhouyu Kina              | Tamara Salazar Ecuador       | Crismery Santana Dominikanska republiken |

#### Supertungvikt
- +75 kg (2000–2016)[8]
- +87 kg (2020)
- +81 kg (2024–)

| Spel                            | Guld                 | Silver                        | Brons                |
| 2000 Sydney Detaljer...         | Ding Meiyuan Kina    | Agata Wróbel Polen            | Cheryl Haworth USA   |
| 2004 Aten Detaljer...           | Tang Gonghong Kina   | Jang Mi-ran Sydkorea          | Agata Wróbel Polen   |
| 2008 Peking Detaljer...         | Jang Mi-ran Sydkorea | Ele Opeloge Samoa             | Mariam Usman Nigeria |
| 2012 London Detaljer...         | Zhou Lulu Kina       | Tatiana Kasjirina Ryssland    | Jang Mi-ran Sydkorea |
| 2016 Rio de Janeiro Detaljer... | Meng Suping Kina     | Kim Kuk-hyang Nordkorea       | Sarah Robles USA     |
| 2020 Tokyo Detaljer...          | Li Wenwen Kina       | Emily Campbell Storbritannien | Sarah Robles USA     |

### Herrar

#### Bantamvikt
- –56 kg (1948–1968)
- 52–56 kg (1972–1992)
- 54–59 kg (1996)
- –56 kg (2000-)[9]

| Spel                            | Guld                           | Silver                        | Brons                         |
| 1948 London Detaljer...         | Joseph DePietro USA            | Julian Creus Storbritannien   | Richard Tom USA               |
| 1952 Helsingfors Detaljer...    | Ivan Udodov Sovjetunionen      | Mahmoud Namdjou Iran          | Ali Mirzai Iran               |
| 1956 Melbourne Detaljer...      | Charles Vinci USA              | Vladimir Stogov Sovjetunionen | Mahmoud Namdjou Iran          |
| 1960 Rom Detaljer...            | Charles Vinci USA              | Yoshinobu Miyake Japan        | Ismail Elm Khah Iran          |
| 1964 Tokyo Detaljer...          | Aleksej Vachonin Sovjetunionen | Imre Földi Ungern             | Shiro Ichinoseki Japan        |
| 1968 Mexico City Detaljer...    | Mohammad Nassiri Iran          | Imre Földi Ungern             | Henryk Trębicki Polen         |
| 1972 München Detaljer...        | Imre Földi Ungern              | Mohammad Nassiri Iran         | Gennadij Tjetin Sovjetunionen |
| 1976 Montréal Detaljer...       | Norair Nurikyan Bulgarien      | Grzegorz Cziura Polen         | Kenkichi Ando Japan           |
| 1980 Moskva Detaljer...         | Daniel Núñez Kuba              | Juri Sargsjan Sovjetunionen   | Tadeusz Dembończyk Polen      |
| 1984 Los Angeles Detaljer...    | Wu Shude Kina                  | Lai Runming Kina              | Masahiro Kotaka Japan         |
| 1988 Seoul Detaljer...          | Hoksen Mirzojan Sovjetunionen  | He Yingqiang Kina             | Liu Shoubin Kina              |
| 1992 Barcelona Detaljer...      | Chun Byung-kwan Sydkorea       | Liu Shoubin Kina              | Luo Jianming Kina             |
| 1996 Atlanta Detaljer...        | Tang Lingsheng Kina            | Leonidas Sampanis Grekland    | Nikolaj Pešalov Bulgarien     |
| 2000 Sydney Detaljer...         | Halil Mutlu Turkiet            | Wu Wenxiong Kina              | Zhang Xiangxiang Kina         |
| 2004 Aten Detaljer...           | Halil Mutlu Turkiet            | Wu Meijin Kina                | Sedat Artuç Turkiet           |
| 2008 Peking Detaljer...         | Long Qingquan Kina             | Hoang Anh Tuan Vietnam        | Eko Yuli Irawan Indonesien    |
| 2012 London Detaljer...         | Om Yun-chol Nordkorea          | Wu Jingbiao Kina              | Valentin Xristov Azerbajdzjan |
| 2016 Rio de Janeiro Detaljer... | Long Qingquan Kina             | Om Yun-chol Nordkorea         | Sinpet Kruaithong Thailand    |

#### Fjädervikt
- –60 kg (1920–1936)
- 56–60 kg (1948–1992)
- 59–64 kg (1996)
- 56–62 kg (2000-)[10]

| Spel                            | Guld                             | Silver                            | Brons                             |
| 1920 Antwerpen Detaljer...      | Frans De Haes Belgien            | Alfred Schmidt Estland            | Eugène Ryter Schweiz              |
| 1924 Paris Detaljer...          | Pierino Gabetti Italien          | Andreas Stadler Österrike         | Arthur Reinmann Schweiz           |
| 1928 Amsterdam Detaljer...      | Franz Andrysek Österrike         | Pierino Gabetti Italien           | Hans Wölpert Tyskland             |
| 1932 Los Angeles Detaljer...    | Raymond Suvigny Frankrike        | Hans Wölpert Tyskland             | Anthony Terlazzo USA              |
| 1936 Berlin Detaljer...         | Anthony Terlazzo USA             | Saleh Soliman Egypten             | Ibrahim Shams Egypten             |
| 1948 London Detaljer...         | Mahmoud Fayad Egypten            | Rodney Wilkes Trinidad och Tobago | Jafar Salmasi Iran                |
| 1952 Helsingfors Detaljer...    | Rapael Tjimisjkjan Sovjetunionen | Nikolaj Saksonov Sovjetunionen    | Rodney Wilkes Trinidad och Tobago |
| 1956 Melbourne Detaljer...      | Isaac Berger USA                 | Jevgenij Minajev Sovjetunionen    | Marian Zieliński Polen            |
| 1960 Rom Detaljer...            | Jevgenij Minajev Sovjetunionen   | Isaac Berger USA                  | Sebastiano Mannironi Italien      |
| 1964 Tokyo Detaljer...          | Yoshinobu Miyake Japan           | Isaac Berger USA                  | Mieczysław Nowak Polen            |
| 1968 Mexico City Detaljer...    | Yoshinobu Miyake Japan           | Dito Sjanidze Sovjetunionen       | Yoshiyuki Miyake Japan            |
| 1972 München Detaljer...        | Norair Norikian Bulgarien        | Dito Sjanidze Sovjetunionen       | János Benedek Ungern              |
| 1976 Montréal Detaljer...       | Nikolaj Kolesnikov Sovjetunionen | Georgi Todorov Bulgarien          | Kazumasa Hirai Japan              |
| 1980 Moskva Detaljer...         | Viktor Mazin Sovjetunionen       | Stefan Dimitrov Bulgarien         | Marek Seweryn Polen               |
| 1984 Los Angeles Detaljer...    | Chen Weiqiang Kina               | Gelu Radu Rumänien                | Tsai Wen-yee Kinesiska Taipei     |
| 1988 Seoul Detaljer...          | Naim Süleymanoğlu Turkiet        | Stefan Topurov Bulgarien          | Ye Huanming Kina                  |
| 1992 Barcelona Detaljer...      | Naim Süleymanoğlu Turkiet        | Nikolaj Pešalov Bulgarien         | He Yingqiang Kina                 |
| 1996 Atlanta Detaljer...        | Naim Süleymanoğlu Turkiet        | Valerios Leonidis Grekland        | Xiao Jiangang Kina                |
| 2000 Sydney Detaljer...         | Nikolaj Pešalov Kroatien         | Leonidas Sampanis Grekland        | Henadz Aljasjtjuk Belarus         |
| 2004 Aten Detaljer...           | Shi Zhiyong Kina                 | Le Maosheng Kina                  | Israel José Rubio Venezuela       |
| 2008 Peking Detaljer...         | Zhang Xiangxiang Kina            | Diego Salazar Colombia            | Triyatno Indonesien               |
| 2012 London Detaljer...         | Kim Un-Guk Nordkorea             | Óscar Figueroa Colombia           | Eko Yuli Irawan Indonesien        |
| 2016 Rio de Janeiro Detaljer... | Óscar Figueroa Colombia          | Eko Yuli Irawan Indonesien        | Farchad Charki Kazakstan          |

#### Lättvikt
- 60–67.5 kg (1920–1992)
- 64–70 kg (1996)
- 62–69 kg (2000-)[11]

| Spel                            | Guld                                       | Silver                           | Brons                                |
| 1920 Antwerpen Detaljer...      | Alfred Neuland Estland                     | Louis Williquet Belgien          | Georges Rooms Belgien                |
| 1924 Paris Detaljer...          | Edmond Decottignies Frankrike              | Anton Zwerina Österrike          | Bohumil Durdis Tjeckoslovakien       |
| 1928 Amsterdam Detaljer...      | Hans Haas Österrike Kurt Helbig Tyskland   | inte utdelad                     | Fernand Arnout Frankrike             |
| 1932 Los Angeles Detaljer...    | René Duverger Frankrike                    | Hans Haas Österrike              | Gastone Pierini Italien              |
| 1936 Berlin Detaljer...         | Robert Fein Österrike Anwar Mesbah Egypten | inte utdelad                     | Karl Jansen Tyskland                 |
| 1948 London Detaljer...         | Ibrahim Shams Egypten                      | Attia Hamouda Egypten            | James Halliday Storbritannien        |
| 1952 Helsingfors Detaljer...    | Tommy Kono USA                             | Jevgenij Lopatin Sovjetunionen   | Vern Barberis Australien             |
| 1956 Melbourne Detaljer...      | Ihor Rybak Sovjetunionen                   | Ravil Chabutdinov Sovjetunionen  | Kim Chang-hee Sydkorea               |
| 1960 Rom Detaljer...            | Viktor Busjujev Sovjetunionen              | Tan Howe Liang Singapore         | Abdul-Wahid Aziz Irak                |
| 1964 Tokyo Detaljer...          | Waldemar Baszanowski Polen                 | Vladimir Kaplunov Sovjetunionen  | Marian Zieliński Polen               |
| 1968 Mexico City Detaljer...    | Waldemar Baszanowski Polen                 | Parviz Jalayer Iran              | Marian Zieliński Polen               |
| 1972 München Detaljer...        | Mucharbij Kirzjinov Sovjetunionen          | Mladen Kutjev Bulgarien          | Zbigniew Kaczmarek Polen             |
| 1976 Montréal Detaljer...       | Petro Korol Sovjetunionen                  | Daniel Senet Frankrike           | Kazimierz Czarnecki Polen            |
| 1980 Moskva Detaljer...         | Yanko Rusev Bulgarien                      | Joachim Kunz Östtyskland         | Mincho Pachov Bulgarien              |
| 1984 Los Angeles Detaljer...    | Yao Jingyuan Kina                          | Andrei Socaci Rumänien           | Jouni Grönman Finland                |
| 1988 Seoul Detaljer...          | Joachim Kunz Östtyskland                   | Israjel Militosian Sovjetunionen | Li Jinhe Kina                        |
| 1992 Barcelona Detaljer...      | Israel Militosjan OSS                      | Yoto Yotov Bulgarien             | Andreas Behm Tyskland                |
| 1996 Atlanta Detaljer...        | Zhan Xugang Kina                           | Kim Myong-nam Nordkorea          | Attila Feri Ungern                   |
| 2000 Sydney Detaljer...         | Galabin Boevski Bulgarien                  | Georgi Markov Bulgarien          | Siarhej Laŭrenaŭ Belarus             |
| 2004 Aten Detaljer...           | Zhang Guozheng Kina                        | Lee Bae-young Sydkorea           | Nikolaj Pešalov Kroatien             |
| 2008 Peking Detaljer...         | Liao Hui Kina                              | Vencelas Dabaya Frankrike        | Tigran Gjevorgi Martirosian Armenien |
| 2012 London Detaljer...         | Lin Qingfeng Kina                          | Triyatno Indonesien              | Răzvan Martin Rumänien               |
| 2016 Rio de Janeiro Detaljer... | Shi Zhiyong Kina                           | Daniyar Ismayilov Turkiet        | Luis Javier Mosquera Colombia        |

#### Mellanvikt
- 67.5–75 kg (1920–1992)
- 70–76 kg (1996)
- 69–77 kg (2000-)[12]

| Spel                            | Guld                                | Silver                          | Brons                        |
| 1920 Antwerpen Detaljer...      | Henri Gance Frankrike               | Pietro Bianchi Italien          | Albert Pettersson Sverige    |
| 1924 Paris Detaljer...          | Carlo Galimberti Italien            | Alfred Neuland Estland          | Jaan Kikkas Estland          |
| 1928 Amsterdam Detaljer...      | Roger François Frankrike            | Carlo Galimberti Italien        | Guus Scheffer Nederländerna  |
| 1932 Los Angeles Detaljer...    | Rudolf Ismayr Tyskland              | Carlo Galimberti Italien        | Karl Hipfinger Österrike     |
| 1936 Berlin Detaljer...         | Khadr El-Touni Egypten              | Rudolf Ismayr Tyskland          | Adolf Wagner Tyskland        |
| 1948 London Detaljer...         | Frank Spellman USA                  | Peter George USA                | Kim Sung-Jip Sydkorea        |
| 1952 Helsingfors Detaljer...    | Peter George USA                    | Gerry Gratton Kanada            | Kim Sung-Jip Sydkorea        |
| 1956 Melbourne Detaljer...      | Fjodor Bogdanovskij Sovjetunionen   | Peter George USA                | Ermanno Pignatti Italien     |
| 1960 Rom Detaljer...            | Aleksandr Kurynov Sovjetunionen     | Tommy Kono USA                  | Győző Veres Ungern           |
| 1964 Tokyo Detaljer...          | Hans Zdražila Tjeckoslovakien       | Viktor Kurentsov Sovjetunionen  | Masashi Ohuchi Japan         |
| 1968 Mexico City Detaljer...    | Viktor Kurentsov Sovjetunionen      | Masashi Ohuchi Japan            | Károly Bakos Ungern          |
| 1972 München Detaljer...        | Jordan Bikov Bulgarien              | Mohamed Tarabulsi Libanon       | Anselmo Silvino Italien      |
| 1976 Montréal Detaljer...       | Yordan Mitkov Bulgarien             | Vardan Militosjan Sovjetunionen | Peter Wenzel Östtyskland     |
| 1980 Moskva Detaljer...         | Asen Zlatev Bulgarien               | Oleksandr Pervij Sovjetunionen  | Nedelcho Kolev Bulgarien     |
| 1984 Los Angeles Detaljer...    | Karl-Heinz Radschinsky Västtyskland | Jacques Demers Kanada           | Dragomir Cioroslan Rumänien  |
| 1988 Seoul Detaljer...          | Borislav Gidikov Bulgarien          | Ingo Steinhöfel Östtyskland     | Aleksandr Varbanov Bulgarien |
| 1992 Barcelona Detaljer...      | Fjodor Kasapu OSS                   | Pablo Lara Rodriguez Kuba       | Kim Myong-nam Nordkorea      |
| 1996 Atlanta Detaljer...        | Pablo Lara Rodriguez Kuba           | Yoto Yotov Bulgarien            | Jon Chol-ho Nordkorea        |
| 2000 Sydney Detaljer...         | Zhan Xugang Kina                    | Viktor Mitrou Grekland          | Arsen Melikjan Armenien      |
| 2004 Aten Detaljer...           | Taner Sağır Turkiet                 | Sergej Filimonov Kazakstan      | Oleg Perepetjonov Ryssland   |
| 2008 Peking Detaljer...         | Sa Jae-hyouk Sydkorea               | Li Hongli Kina                  | Gjevorg Davtian Armenien     |
| 2012 London Detaljer...         | Lü Xiaojun Kina                     | Lu Haojie Kina                  | Iván Cambar Kuba             |
| 2016 Rio de Janeiro Detaljer... | Nidzjat Rachimov Kazakstan          | Lü Xiaojun Kina                 | Mohamed Mahmoud Egypten      |

#### Lätt tungvikt
- 75–82.5 kg (1920–1992)
- 76–83 kg (1996)
- 77–85 kg (2000-)[13]

| Spel                            | Guld                             | Silver                          | Brons                              |
| 1920 Antwerpen Detaljer...      | Ernest Cadine Frankrike          | Fritz Hünenberger Schweiz       | Erik Pettersson Sverige            |
| 1924 Paris Detaljer...          | Charles Rigoulot Frankrike       | Fritz Hünenberger Schweiz       | Leopold Friedrich Österrike        |
| 1928 Amsterdam Detaljer...      | El Sayed Nosseir Egypten         | Louis Hostin Frankrike          | Jan Verheijen Nederländerna        |
| 1932 Los Angeles Detaljer...    | Louis Hostin Frankrike           | Svend Olsen Danmark             | Henry Duey USA                     |
| 1936 Berlin Detaljer...         | Louis Hostin Frankrike           | Eugen Deutsch Tyskland          | Ibrahim Wasif Egypten              |
| 1948 London Detaljer...         | Stanley Stanczyk USA             | Harold Sakata USA               | Gösta Magnusson Sverige            |
| 1952 Helsingfors Detaljer...    | Trofim Lomakin Sovjetunionen     | Stanley Stanczyk USA            | Arkadij Vorobjov Sovjetunionen     |
| 1956 Melbourne Detaljer...      | Tommy Kono USA                   | Vasilij Stepanov Sovjetunionen  | James George USA                   |
| 1960 Rom Detaljer...            | Ireneusz Palinski Polen          | James George USA                | Jan Bochenek Polen                 |
| 1964 Tokyo Detaljer...          | Rudolf Pljukfelder Sovjetunionen | Géza Tóth Ungern                | Győző Veres Ungern                 |
| 1968 Mexico City Detaljer...    | Boris Selitskij Sovjetunionen    | Vladimir Beljajev Sovjetunionen | Norbert Ozimek Polen               |
| 1972 München Detaljer...        | Leif Jenssen Norge               | Norbert Ozimek Polen            | György Horváth Ungern              |
| 1976 Montréal Detaljer...       | Valerij Sjarij Sovjetunionen     | Trendafil Stoitchev Bulgarien   | Péter Baczakó Ungern               |
| 1980 Moskva Detaljer...         | Jurik Vardanjan Sovjetunionen    | Blagoi Blagojev Bulgarien       | Dušan Poliačik Tjeckoslovakien     |
| 1984 Los Angeles Detaljer...    | Petre Becheru Rumänien           | Robert Kabbas Australien        | Ryoji Isaoka Japan                 |
| 1988 Seoul Detaljer...          | Israil Arsamakov Sovjetunionen   | István Messzi Ungern            | Lee Kyung-kun Sydkorea             |
| 1992 Barcelona Detaljer...      | Pyrros Dimas Grekland            | Krzysztof Siemion Polen         | inte utdelad                       |
| 1996 Atlanta Detaljer...        | Pyrros Dimas Grekland            | Marc Huster Tyskland            | Andrzej Cofalik Polen              |
| 2000 Sydney Detaljer...         | Pyrros Dimas Grekland            | Marc Huster Tyskland            | Giorgi Asanidze Georgien           |
| 2004 Aten Detaljer...           | Giorgi Asanidze Georgien         | Andrej Rybakoŭ Belarus          | Pyrros Dimas Grekland              |
| 2008 Peking Detaljer...         | Lu Yong Kina                     | Andrej Rybakoŭ Belarus          | Tigran Vardan Martirosian Armenien |
| 2012 London Detaljer...         | Adrian Zieliński Polen           | Apti Auchadov Ryssland          | Kianoush Rostami Iran              |
| 2016 Rio de Janeiro Detaljer... | Kianoush Rostami Iran            | Tian Tao Kina                   | Gabriel Sîncrăian Rumänien         |

#### Mellantungvikt
- 82.5 kg–90 kg (1952–1992)
- 83–91 kg (1996)
- 85–94 kg (2000-)[14]

| Spel                            | Guld                             | Silver                           | Brons                              |
| 1952 Helsingfors Detaljer...    | Norbert Schemansky USA           | Grigorij Novak Sovjetunionen     | Lennox Kilgour Trinidad och Tobago |
| 1956 Melbourne Detaljer...      | Arkadij Vorobjov Sovjetunionen   | David Sheppard USA               | Jean Debuf Frankrike               |
| 1960 Rom Detaljer...            | Arkadij Vorobjov Sovjetunionen   | Trofim Lomakin Sovjetunionen     | Louis Martin Storbritannien        |
| 1964 Tokyo Detaljer...          | Vladimir Golovanov Sovjetunionen | Louis Martin Storbritannien      | Ireneusz Paliński Polen            |
| 1968 Mexico City Detaljer...    | Kaarlo Kangasniemi Finland       | Jaan Talts Sovjetunionen         | Marek Gołąb Polen                  |
| 1972 München Detaljer...        | Andon Nikolov Bulgarien          | Atanas Shopov Bulgarien          | Hans Bettembourg Sverige           |
| 1976 Montréal Detaljer...       | David Rigert Sovjetunionen       | Lee James USA                    | Atanas Shopov Bulgarien            |
| 1980 Moskva Detaljer...         | Péter Baczakó Ungern             | Rumen Aleksandrov Bulgarien      | Frank Mantek Östtyskland           |
| 1984 Los Angeles Detaljer...    | Nicu Vlad Rumänien               | Dumitru Petre Rumänien           | David Mercer Storbritannien        |
| 1988 Seoul Detaljer...          | Anatolij Chrapatyj Sovjetunionen | Nail Muchamedjarov Sovjetunionen | Sławomir Zawada Polen              |
| 1992 Barcelona Detaljer...      | Akakios Kakiasvilis OSS          | Sergej Syrtsov OSS               | Sergiusz Wolczaniecki Polen        |
| 1996 Atlanta Detaljer...        | Aleksej Petrov Ryssland          | Leonidas Kokas Grekland          | Oliver Caruso Tyskland             |
| 2000 Sydney Detaljer...         | Akakios Kakiasvilis Grekland     | Szymon Kołecki Polen             | Aleksej Petrov Ryssland            |
| 2004 Aten Detaljer...           | Milen Dobrev Bulgarien           | Chadzjimurat Akkajev Ryssland    | Eduard Tiukin Ryssland             |
| 2008 Peking Detaljer...         | Ilja Ilin Kazakstan              | Szymon Kołecki Polen             | Khadjimourad Akkajev Ryssland      |
| 2012 London Detaljer...         | Ilja Ilin Kazakstan              | Aleksandr Ivanov Ryssland        | Anatolie Cîrîcu Moldavien          |
| 2016 Rio de Janeiro Detaljer... | Sohrab Moradi Iran               | Vadzim Straltsoŭ Belarus         | Aurimas Didžbalis Litauen          |

#### Tungvikt
- +82.5 kg (1920–1948)
- +90 kg (1952–1968)
- 90–110 kg (1972–1976)
- 100–110 kg (1980–1992)
- 99–108 kg (1996)
- 94–105 kg (2000-)[15][16]

| Spel                            | Guld                              | Silver                          | Brons                           |
| 1920 Antwerpen Detaljer...      | Filippo Bottino Italien           | Joseph Alzin Luxemburg          | Louis Bernot Frankrike          |
| 1924 Paris Detaljer...          | Giuseppe Tonani Italien           | Franz Aigner Österrike          | Harald Tammer Estland           |
| 1928 Amsterdam Detaljer...      | Josef Strassberger Tyskland       | Arnold Luhaäär Estland          | Jaroslav Skobla Tjeckoslovakien |
| 1932 Los Angeles Detaljer...    | Jaroslav Skobla Tjeckoslovakien   | Václav Pšenička Tjeckoslovakien | Josef Strassberger Tyskland     |
| 1936 Berlin Detaljer...         | Josef Manger Tyskland             | Václav Pšenička Tjeckoslovakien | Arnold Luhaäär Estland          |
| 1948 London Detaljer...         | John Davis USA                    | Norbert Schemansky USA          | Abraham Charité Nederländerna   |
| 1952 Helsingfors Detaljer...    | John Davis USA                    | James Bradford USA              | Humberto Selvetti Argentina     |
| 1956 Melbourne Detaljer...      | Paul Anderson USA                 | Humberto Selvetti Argentina     | Alberto Pigaiani Italien        |
| 1960 Rom Detaljer...            | Jurij Vlasov Sovjetunionen        | James Bradford USA              | Norbert Schemansky USA          |
| 1964 Tokyo Detaljer...          | Leonid Zjabotinskij Sovjetunionen | Jurij Vlasov Sovjetunionen      | Norbert Schemansky USA          |
| 1968 Mexico City Detaljer...    | Leonid Zjabotinskij Sovjetunionen | Serge Reding Belgien            | Joseph Dube USA                 |
| 1972 München Detaljer...        | Jaan Talts Sovjetunionen          | Aleksandr Kraitsjev Bulgarien   | Stefan Grützner Östtyskland     |
| 1976 Montréal Detaljer...       | Jurij Zajtsev Sovjetunionen       | Krastio Semerdjiev Bulgarien    | Tadeusz Rutkowski Polen         |
| 1980 Moskva Detaljer...         | Leonid Taranenko Sovjetunionen    | Valentin Christov Bulgarien     | György Szalai Ungern            |
| 1984 Los Angeles Detaljer...    | Norberto Oberburger Italien       | Stefan Tasnadi Rumänien         | Guy Carlton USA                 |
| 1988 Seoul Detaljer...          | Jurij Zacharevitj Sovjetunionen   | József Jacsó Ungern             | Ronny Weller Östtyskland        |
| 1992 Barcelona Detaljer...      | Ronny Weller Tyskland             | Artur Akojev OSS                | Stefan Botev Bulgarien          |
| 1996 Atlanta Detaljer...        | Tymur Tajmazov Ukraina            | Sergej Syrtsov Ryssland         | Nicu Vlad Rumänien              |
| 2000 Sydney Detaljer...         | Hossein Tavakkoli Iran            | Alan Tsagaev Bulgarien          | Said Asaad Qatar                |
| 2004 Aten Detaljer...           | Dmitrij Berestov Ryssland         | Ihor Razoronov Ukraina          | Gleb Pisarevskij Ryssland       |
| 2008 Peking Detaljer...         | Andrej Aramnaŭ Belarus            | Dmitrij Klokov Ryssland         | Dmitrij Lapikov Ryssland        |
| 2012 London Detaljer...         | Oleksij Torochtij Ukraina         | Navab Nassirshalal Iran         | Bartłomiej Bonk Polen           |
| 2016 Rio de Janeiro Detaljer... | Ruslan Nurudinov Uzbekistan       | Simon Martirosian Armenien      | Aleksandr Zajtjikov Kazakstan   |

#### Supertungvikt
- +110 kg (1972–1992)
- +108 kg (1996)
- +105 kg (2000-)[17]

| Spel                            | Guld                              | Silver                         | Brons                          |
| 1972 München Detaljer...        | Vasilij Aleksejev Sovjetunionen   | Rudolf Mang Västtyskland       | Gerd Bonk Östtyskland          |
| 1976 Montréal Detaljer...       | Vasilij Aleksejev Sovjetunionen   | Gerd Bonk Östtyskland          | Helmut Losch Östtyskland       |
| 1980 Moskva Detaljer...         | Sultan Rachmanov Sovjetunionen    | Jürgen Heuser Östtyskland      | Tadeusz Rutkowski Polen        |
| 1984 Los Angeles Detaljer...    | Dean Lukin Australien             | Mario Martinez USA             | Manfred Nerlinger Västtyskland |
| 1988 Seoul Detaljer...          | Aleksandr Kurlovitj Sovjetunionen | Manfred Nerlinger Västtyskland | Martin Zawieja Västtyskland    |
| 1992 Barcelona Detaljer...      | Aleksandr Kurlovitj OSS           | Leonid Taranenko OSS           | Manfred Nerlinger Tyskland     |
| 1996 Atlanta Detaljer...        | Andrej Tjemerkin Ryssland         | Ronny Weller Tyskland          | Stefan Botev Australien        |
| 2000 Sydney Detaljer...         | Hossein Rezazadeh Iran            | Ronny Weller Tyskland          | Andrej Tjemerkin Ryssland      |
| 2004 Aten Detaljer...           | Hossein Rezazadeh Iran            | Viktors Ščerbatihs Lettland    | Velichko Cholakov Bulgarien    |
| 2008 Peking Detaljer...         | Matthias Steiner Tyskland         | Jevgenij Tjigisjev Ryssland    | Viktors Ščerbatihs Lettland    |
| 2012 London Detaljer...         | Behdad Salimi Iran                | Sajjad Anoushiravani Iran      | Ruslan Albegov Ryssland        |
| 2016 Rio de Janeiro Detaljer... | Lasha Talakhadze Georgien         | Gor Minasian Armenien          | Irakli Turmanidze Georgien     |

## Borttagna grenar

### Herrar

#### 1986 och 1904
- Enarmslyft[18]

| Spel                  | Guld                             | Silver               | Brons                            |
| 1896 Aten Detaljer... | Launceston Elliot Storbritannien | Viggo Jensen Danmark | Alexandros Nikolopoulos Grekland |

- Tvåarmslyft[19]

| Spel                       | Guld                                   | Silver                                 | Brons                                  |
| 1896 Aten Detaljer...      | Viggo Jensen Danmark                   | Launceston Elliot Storbritannien       | Sotirios Versis Grekland               |
| 1900 Paris                 | ingick inte i det olympiska programmet | ingick inte i det olympiska programmet | ingick inte i det olympiska programmet |
| 1904 St. Louis Detaljer... | Perikles Kakousis Grekland             | Oscar Osthoff USA                      | Frank Kugler USA                       |

- All-around hantlar[20]

| Spel                       | Guld              | Silver                | Brons            |
| 1904 St. Louis Detaljer... | Oscar Osthoff USA | Frederick Winters USA | Frank Kugler USA |

#### Flugvikt
- –52 kg (1972–1992)
- –54 kg (1996)[21]

| Spel                         | Guld                             | Silver                   | Brons                      |
| 1972 München Detaljer...     | Zygmunt Smalcerz Polen           | Lajos Szűcs Ungern       | Sándor Holczreiter Ungern  |
| 1976 Montréal Detaljer...    | Aleksandr Voronin Sovjetunionen  | György Kőszegi Ungern    | Mohammad Nassiri Iran      |
| 1980 Moskva Detaljer...      | Kanybek Osmonaliev Sovjetunionen | Ho Bong-choi Nordkorea   | Han Gyong-si Nordkorea     |
| 1984 Los Angeles Detaljer... | Zeng Guoqiang Kina               | Zhou Peishun Kina        | Kazushito Manabe Japan     |
| 1988 Seoul Detaljer...       | Sevdalin Marinov Bulgarien       | Chun Byung-kwan Sydkorea | He Zhuoqiang Kina          |
| 1992 Barcelona Detaljer...   | Ivan Ivanov Bulgarien            | Lin Qisheng Kina         | Traian Cihărean Rumänien   |
| 1996 Atlanta Detaljer...     | Halil Mutlu Turkiet              | Zhang Xiangsen Kina      | Sevdalin Minchev Bulgarien |

#### Förstatungvikt
- 90–100 kg (1980–1992)
- 91–99 kg (1996)[22]

| Spel                         | Guld                          | Silver                       | Brons                          |
| 1980 Moskva Detaljer...      | Ota Zaremba Tjeckoslovakien   | Igor Nikitin Sovjetunionen   | Alberto Blanco Kuba            |
| 1984 Los Angeles Detaljer... | Rolf Milser Västtyskland      | Vasile Groapa Rumänien       | Pekka Niemi Finland            |
| 1988 Seoul Detaljer...       | Pavel Kuznetsov Sovjetunionen | Nicu Vlad Rumänien           | Peter Immesberger Västtyskland |
| 1992 Barcelona Detaljer...   | Viktor Tregubov OSS           | Tymur Tajmazov OSS           | Waldemar Malak Polen           |
| 1996 Atlanta Detaljer...     | Akakios Kakiasvilis Grekland  | Anatolij Chrapatyj Kazakstan | Denys Hotfrid Ukraina          |